# 니키타 라팔로비치
니키타 이고레비치 라팔로비치(우즈베크어: Nikita Igorevich Rafalovich, 러시아어: Ники́та И́горевич Рафало́вич, 1993년 10월 10일~)는 우즈베키스탄의 태권도 선수이다. 2016년, 2020년, 2024년 하계 올림픽 남자 웰터급(2016, 2020)과 미들급(2024)에 참가했고 세계 선수권 대회에서 은메달 2개, 동메달 1개, 아시안 게임에서 금메달 1개, 은메달 1개, 아시아 선수권 대회에서 금메달 2개, 은메달 1개, 동메달 2개를 획득했다.

## 개인사
형인 막심 라팔로비치 또한 태권도 선수로 활동했다.